# ازدواج همجنس در کلمبیا
ازدواج همجنس‌ در کلمبیا از ۲۸ آوریل ۲۰۱۶، با رأی ۶ به ۳ دادگاه قانونی اساسی آن کشور قانونی شده‌است. برپایهٔ تشخیص دادگاه قانون اساسی کلمبیا، منع ازدواج زوج‌های همجنس برخلاف قانون اساسی آن کشور بوده‌است. نخستین ازدواج‌های زوج‌های همجنس در ۲۴ مه ۲۰۱۶ انجام گرفت. کلمبیا پیوند مدنی همجنس‌گرایان را از سال ۲۰۰۷ میلادی به رسمیت می‌شناخت.
کلمبیا چهارمین کشور در آمریکای جنوبی بود که ازدواج همجنسگرایان را قانونی کرد.

## دیدگاه عمومی
یک نظرسنجی که از دسامبر ۲۰۰۹ تا ژانویهٔ ۲۰۱۰ در پایتخت کلمبیا، بوگوتا، برگزار شد نشان داد ۶۳٪ جمعیت شهر موافق قانونی‌شدن ازدواج همجنس، و ۳۶٪ مخالف بوده‌اند. این نظرسنجی نشان داد که زنان و افراد با سطح تحصیلی بالاتر، بیش‌تر ممکن است که از ازدواج همجنس‌ را حمایت کنند.
برپایهٔ یک نظرسنجی مرکز تحقیقات پیو، که از ۲۸ نوامبر ۲۰۱۳ تا ۴ مارس ۲۰۱۴ انجام شد، ۲۸٪ کلمبیایی‌ها از ازدواج همجنس‌ حمایت کرده و ۶۴٪ مخالف آن بوده‌اند.
نظرسنجی سال ۲۰۱۸ گالوپ نشان داد که حمایت از ازدواج همجنس‌ به ۴۶٪ افزایش یافته‌است، در حالی که ۵۲٪ کلمبیایی‌ها مخالف هستند.
در اکتبر ۲۰۱۹، یک نظرسنجی Invamer نشان داد که حمایت از ازدواج همجنس‌ برای اولین بار در کلمبیا به ۵۰٪ رسیده‌است و ۴۷٪ مخالف هستند. در مورد فرزندخواندگی زوج‌های همجنس، پذیرش ۳۶٪ و مخالفت ۶۲٪ بود.